# Uvac
Uvac (v srbské cyrilici Увац) je řeka v jihozápadní části Srbska a východní části Bosny a Hercegoviny (protéká okolo vesnice Štrpci, kde představuje hranici mezi BiH a Srbskem). Dlouhá je 119 km; u města Priboj ústí do řeky Lim a je tak součástí povodí Driny. Povodí samotné řeky Uvac má rozlohu 1310 km2
V Srbsku je známá především díky hlubokému údolí; kaňonu, který je chráněn v současné době jako přírodní rezervace. Tento kaňon se rozkládá mezi městy Sjenica a Nova Varoš a mezi jeho zajímavosti patří např. skalní stěny, početné jeskyně i skutečnost, že je hnízdištěm mnohých ohrožených ptáků (mezi nejznámější z nich patří Sup bělohlavý). Těžce přístupné okolí kaňonu bylo v období existence Osmanské říše místem, kde vznikaly různé pravoslavné kláštery.
Uvac tvoří také jednu z přirozených hranic regionu Sandžaku (severní hranici). Až do první balkánské války byl hraniční řekou mezi Osmanskou říší (jih) a srbským královstvím (sever). Ještě předtím byly lesy v údolí řeky domovem různých hajduků a dalších zbojníků, kteří přepadali své turecké pány.
V údolí řeky je vedena částečně i Železniční trať Bělehrad–Bar, která na své několik set kilometrů dlouhé trase od srbské metropole k Jaderskému moři překonává celou řadu extrémních terénních podmínek.
V letech 1962, resp. 1979 byly na Uvaci vybudovány dvě vodní elektrárny (Kokin Brod, 20 MW, Uvac, 31 MW) a tři umělá jezera (Uvacké, Zlatarské a Raodoinské). První dvě vznikla právě po vybudování dvou zmíněných elektráren, jejichž hráze dosahují výše několika desítek metrů.